# La princesa y el mendigo
La princesa y el mendigo es una película de 1997 hecha para la televisión.

## Sinopsis
El buen rey Hamil no puede concebir un heredero hasta que el niño mago Gamesh use sus mágicos poderes para conseguirlo. Sin embargo, el viejo mago Epos se opone a ello y crea una niña llamada Mirabella. A cambio, el verdadero heredero es dado en adopción a unos campesinos, los cuales cuidan al niño como si fuera un hijo suyo. Mirabella se enamora de Leonardo, que es nombrado como heredero del reino gracias a las influencias mágicas de Epos. Pero gracias a la ayuda de Gamesh, Mirabella y Leonardo lucharán contra Epos para que todo vuelva a su cauce.

## Reparto
- Anna Falchi es la Princesa Mirabella.
- Lorenzo Crespi es Leonardo.
- Nicholas Rogers es Ademaro.
- Mathieu Carrière es el Rey Hamil.
- Thomas Kretschmann es el Príncipe Migal.
- Jana Hubinská es la Reina.
- Max von Sydow es Epos.
- Simone Ascani es Gamesh.
- Michaela Merten es Sariba.
- Branislav Martinak es el prisionero.

## Enlaces
- IMDb

- Datos: Q3211953